# Матутина
Матутина (порт. Matutina) — муниципалитет в Бразилии, входит в штат Минас-Жерайс. Составная часть мезорегиона Триангулу-Минейру-и-Алту-Паранаиба. Входит в экономико-статистический микрорегион Патус-ди-Минас. Население составляет 3700 человек на 2007 год. Занимает площадь 260,5 км². Плотность населения — 15,0 чел./км².
Праздник города — 10 января.

## История
Город основан 12 декабря 1953 года. 

## Статистика
- Валовой внутренний продукт на 2004 год составляет 22 400 996,00 реалов (данные: Бразильский институт географии и статистики).
- Валовой внутренний продукт на душу населения на 2004 год составляет 6024,00 реалов (данные: Бразильский институт географии и статистики).
- Индекс развития человеческого потенциала на 2000 год составляет 0,766 (данные: Программа развития ООН).

## География
Климат местности: тропический умеренный.